# El Rubio Acordeón
Enmanuel García (La Peña, Provincia de Duarte) conocido artísticamente como El Rubio Acordeón, es músico, cantante y compositor dominicano.
Ha sido una figura clave en la popularización del merengue típico a nivel internacional, llevando temas al top de las listas de YouTube, Apple Music y Spotify.

## Carrera
El Rubio Acordeón nació en La Peña, San Francisco de Macorís. Su madre y su padre son dominicanos. Fue criado por sus abuelos en el campo de Loma de Amacey donde trabajaba en la producción de cacao con la cual pudo ayudar a sustentar a su familia.
Su nombre artístico se debe a que el público en sus fiestas no profesionales le empezó a llamar ''El Rubito'' por lo que decidió nombrarse El Rubio Acordeón.
Antes de dedicarse al merengue típico El Rubio Acordeón incursionó el la música urbana, donde sintió que no tendría muchas posibilidades por lo que se dirigió donde el maestro Lupe Valerio a tomar clases de acordeón.

### 2023-presente
En 2023, agotó entradas en el United Palace en Nueva York. El concierto llamado El Rubio & Sus Amigos fue una producción que contaba con invitados a artistas de renombre como El Chaval De La Bachata, Fefita La grande, Chicho Severino, Krisspy, Chimbala, Joe Veras, El Grupo D' Ahora Jomar Rodríguez y Geni Swing.
En el mismo año agotó un sinnúmero de presentaciones a máxima capacidad como lo fue en la ciudad de Lawrence.
Ganador del premio Revelación del año 2024 por la Asociación de Cronistas de Arte (Acroarte).
En el 2024 fue reconocido junto a Saleta Group con disco de Oro certificado por Recording Industry Association of America (RIAA) con el lanzamiento del tema El Abogado conocido popularmente como Mariela
Nominado en la categoría Conjunto Típico del año 2025.

### Como compositor
El Rubio es el compositor de los temas La Propuesta junto a Ozuna, Le Saqué Los Piesy 10 Muchacho junto a Chimbala y Dj Adoni.

## Premios y reconocimientos
| Año  | Premiación       | Categoría          | Resultado | Ref.  |
| ---- | ---------------- | ------------------ | --------- | ----- |
| 2024 | Premios Soberano | Revelación del año | Ganador   | [ 9 ] |

## Colaboraciones
- La Propuesta (feat. Ozuna).
- 10 Muchacho (feat. Chimbala, Dj Adoni)
- Una Noche (feat. El Blachy)
- Guayando (feat. Fulanito)
- Latidos (feat. Enyer Acordeón)
- Te mentiría (feat. Dalexis)